# Gare du Pont de Travo
La gare de Travo, est une ancienne halte ferroviaire française, située a Travo, commune du département de la Haute-Corse, en région Corse.

## Situation ferroviaire
La gare était située entre les gares de Cavone et de Solaro.